# Presnja
Die Presnja (russisch Пресня) ist ein 4,5 km langer linker Nebenfluss der Moskwa in Moskau in Russland. 1908 wurde die Presnja in eine unterirdische Betonröhre geleitet. Im 19. Jahrhundert war für den Fluss auch der Alternativname Sinitschka (russ. Синичка) bekannt.

## Beschreibung
Die Quelle des Flusses befindet sich im Norden Moskaus in der Nähe der Ausfallstraße „Leningrader Prospekt“, von dort aus fließt die Presnja in südliche Richtung bis zu ihrer Mündung, welche fast genau in Höhe des Weißen Hauses an der Moskwa liegt. Heute ist die Presnja auf ihrem gesamten Lauf in die unterirdische Röhre eingeschlossen, lediglich der Teich im Petrowski-Park nahe der Quelle sowie ein Teil der dekorativen Teiche im Moskauer Zoo erinnern heute noch an den Fluss, aus dem sie einst gespeist wurden. Darüber hinaus ist nahe der Mündung der Presnja die sogenannte Buckelige Brücke (russ. Горбатый мост) erhalten geblieben. Diese weißsteinerne Bogenbrücke, die ehemals über die Presnja führte, stammt aus der Mitte des 18. Jahrhunderts und steht heute unter Denkmalschutz.
Die Presnja hat zwei linke Nebenflüsse namens Kabanka und Bubna, die ebenfalls unterirdisch gelegt sind. Da die Presnja auch an Industrieanlagen vorbeifließt, ist sie durch chemische Abwässer stark verschmutzt. An der Mündung ist jedoch eine Kläranlage installiert, die den Abfluss der Chemikalien weiter in die Moskwa verhindert.
Nach dem Fluss ist auch die Ortslage in der Nähe dessen Mündung benannt. So heißt der Stadtteil im Westen des Moskauer Zentrums zwischen dem Gartenring und dem Geschäftsviertel Moskau City „Presnenski“ oder umgangssprachlich einfach nur „Presnja“. Dieses Stadtviertel galt im 19. und frühen 20. Jahrhundert als eine industriell geprägte Arbeitersiedlung und war während der Russischen Revolution 1905 einer der Hauptschauplätze der Kämpfe. Aus diesem Grund wurde die Ortschaft nach der Oktoberrevolution Krasnaja Presnja benannt, wörtlich also „Rote Presnja“. Dieses Toponym gab später dem dort errichteten U-Bahnhof Krasnopresnenskaja der Moskauer Metro seinen bis heute gültigen Namen. Zudem gibt es im Stadtteil die Krasnopresnenskaja-Uferstraße der Moskwa, den Güterbahnhof Presnja-Towarnaja am Kleinen Moskauer Eisenbahnring und bis 2006 existierte auch der Fußballverein Presnja Moskau.